# Eloy Tejera
Eloy Alberto Tejera Sánchez (nacido el 28 de julio de 1966 en Santo Domingo, República Dominicana) es un escritor, periodista y poeta dominicano conocido por su trabajo en diversos géneros literarios.
Tejera inició su carrera literaria en 1990 con la publicación de su primer libro de poesía, «Elevación de la Nada». En 1993, se trasladó a Nueva York, donde trabajó como corresponsal para el periódico dominicano El Siglo, que posteriormente desapareció. Durante su estancia en esta ciudad, publicó en 2001 la obra de ficción «El día que Balaguer muera», que aborda posibles escenarios tras la muerte del expresidente dominicano Joaquín Balaguer. Esta obra recibió amplia difusión y generó interés en el ámbito literario dominicano.

## Biografía
Eloy Alberto Tejera Sánchez nació el 28 de julio de 1996. Tejera creció en un entorno donde la cultura y las letras tuvieron una influencia significativa. Desde temprana edad mostró un profundo interés por la escritura y la literatura, lo que lo llevó a incursionar en el mundo de la poesía y la prosa. A lo largo de su vida, desarrolló una formación autodidacta en áreas relacionadas con las humanidades y la literatura, lo que le permitió tener una perspectiva crítica y amplia sobre los temas sociales y políticos de su país.
La carrera literaria de Eloy  comenzó en 1990 con la publicación de su primer libro de poesía titulado Elevación de la Nada. Esta obra marcó el inicio de su trayectoria como escritor, destacándose por su enfoque en temas introspectivos y profundos.
En 1993, Tejera se trasladó a Nueva York, donde trabajó como corresponsal para el periódico dominicano El Siglo, un medio que más tarde cesó de existir. Durante su tiempo en Nueva York, publicó en 2001 su obra de ficción más conocida, El día que Balaguer muera. Esta novela, que proyecta los posibles eventos que seguirían a la muerte del expresidente dominicano Joaquín Balaguer, se convirtió rápidamente en un fenómeno literario y en un 'best seller'. Esta obra fue fue comentada por su enfoque especulativo sobre un evento histórico relevante de la época.
A lo largo de su carrera, Tejera ha escrito y publicado varias obras más. Entre ellas se encuentran Celebración de lo Efímero (1994), una reflexión sobre el paso del tiempo y la fugacidad de la vida, y Historias Crueles de NY y otras Latitudes (2021), una obra que explora diversas historias vinculadas a su experiencia en Nueva York y su visión de la vida en la diáspora. Su más reciente publicación, Novelita de Vaquero (2022), sigue la tradición literaria de la narrativa breve, abordando temas de la cultura popular y la vida cotidiana.

#### En los medios
Tejera ha trabajado como periodista y colaborador en diversos medios de comunicación. A lo largo de su carrera, fue articulista en publicaciones como Acento y El Nacional, donde trató temas políticos, sociales y culturales de la República Dominicana. Ha participado en el debate público a través de su trabajo periodístico, siendo reconocido por su análisis crítico y estilo de escritura claro y directo. En agosto de 2024, fue designado Director de Relaciones Públicas y Comunicaciones del Instituto Dominicano de las Telecomunicaciones (INDOTEL).

## Libros
- Elevación de la Nada (1990) – Su primer libro de poesía.[12]
- Celebración de lo Efímero (1994) – Una reflexión sobre la fugacidad de la vida.[13]
- Jazz (1998) – Una novela que mezcla elementos de jazz y narrativa, explorando la vida de músicos y su entorno cultural.[14]
- El libro de los malvados (1999) –  Una colección de cuentos que presenta personajes moralmente ambiguos y situaciones complejas.[15]
- El día que Balaguer muera (2001) – Una obra de ficción que imagina los posibles eventos tras la muerte del expresidente dominicano Joaquín Balaguer.[16]
- Fondo Negro (2011) – Una obra poética que explora temas de amor, pérdida y existencialismo, con un tono oscuro y profundo.[17]
- Historias Crueles de NY y otras Latitudes (2021) – Una recopilación de relatos inspirados en su experiencia en Nueva York y otros lugares.[18]
- Novelita de Vaquero (2022) – Una obra que aborda temas de la cultura popular y la vida cotidiana.[19]
- Querida escritura (2023) – Una colección de cartas y poemas que exploran el amor y la comunicación escrita.[20]
- Aventura: La verdad detrás de un fenómeno (2008)  –  Obra reveladora que narra la historia del grupo musical Aventura.[21]
- Cuartería (2025) – Gira en torno a las experiencias cotidianas, los personajes, la atmósfera y la carga emocional de quienes habitaron estos espacios.[22]
- Morir es verse (2025) – Poemario introspectivo y existencial que explora el dolor, la marginalidad y la condición humana a través de un lenguaje poético intenso, fragmentado y simbólico.[23][24]
- Patadas de ahogado (2025) Libro de ensayos sobre el periodismo en República Dominicana y su experiencia periodística.[25][26]

## Premios y reconocimientos
- Mención de honor en el Concurso Mundial de Poesía, celebrado por la Universidad de Río Piedras en Puerto Rico (1992).[27]
- Mención de honor Concurso de Poesía FUNGLODE con el libro Cuartería en el 2009.[28]
- Primer premio concurso de poesía en FUNGLODE (2009).[29][30]
- Mención de honor Concurso de Poesía con el libro La casa del Leproso (2011).[31][32]
- Tercer lugar en el Tercer Concurso de Cuentos organizado por la Universidad Abierta para Adultos (2024).[33]